# Piotr Pielgrzym
Piotr Pielgrzym (XIV-XV wiek) – wójt dziedziczny Starej Warszawy.
Tytuł wójta nadał mu 27 grudnia 1408 r. Janusz I Starszy. Zyskał on wówczas prawo pobierania opłat z obszaru miasta i przedmieść (z wyjątkiem Nowej Warszawy). Wójtostwo kupił on za 200 kop groszy praskich, a składało się ono z:
- dwóch łanów we wsi Kałęczyn;
- karczm znajdujących się w: Jazdowie, Młocinach, Wawrzyszewie, Powązkach;
- łaźni zlokalizowanej przy murze miejskim;
- domu przy Rynku Starego Miasta.

W 1452 r. jego synowie Jan i Andrzej (Górczewscy – od zakupionej wsi Górce) przekazali wójtostwo spokrewnionej z nimi rodzinie Wilków.